# Mik Schack
Mik Schack (født 1. juni 1952 som Michael Hans greve Schack) – er en dansk journalist, forfatter, musiker, tegner og billedkunstner.

## Karriere
Mik Schack var arving til Schackenborg, men ønskede ikke at overtage godset, som kom i kongehusets besiddelse.
Mik Schack har siden 1977 været ansat ved Danmarks Radio, hvor han i mange år har lavet radio, mest om musik og kultur. I 2001 modtog Mik Schack radioprisen Christian Kryger-prisen.
I januar 2001 blev hans radioprogram Hjemmeservice til et tv-program på DR2 med makkeren Torben Steno ved optiganorglet. Programmet blev optaget i Schacks eget køkken, hvor han havde gæster på besøg til en snak om madlavning og meget andet. Mik Schack var ikke nervøs for at provokere og sige sin mening om dette og hint. Torben Steno stoppede med at lave Mik Schacks Hjemmeservice på DR2, og hans medværtsrolle blev overtaget af Jan Haugaard.
Mik Schack spiller på vaskebræt og optræder i Trioen sammen med Billy Cross og Flemming Ostermann, samt med bandet Peruna Jazzmen. I 1970'erne optrådte han med gruppen Jan Monrad, Mik og Tømrerclaus, hvoraf komikerduoen Monrad & Rislund udsprang.
Han har ligeledes leveret satiriske tegninger til TIPS-Bladet i en årrække. Mik Schack er desuden tintinolog og regnes for en af Danmarks førende eksperter i Tintin og Hergé.
I april 2007 blev han varslet fyret fra DR som led i de driftsbesparelser på 287 mio. kr., der skal bidrage til at dække overskridelserne i DR-byggeriet i Ørestaden. Meddelelsen kom tilfældigvis kort efter, at han i programmet Hjemmeservice lod en gæst betale for et glas fadøl, angiveligt som led i igangværende besparelser i DR.
Hjemmeservice genopstod i en ny form som Mik Schacks public service på DK4, ligesom Schack i en årrække har leveret madartikler til Beboerbladet, hvor han tager ud til almindelige mennesker og laver mad og interviewer.
I november 2013 indtrådte Mik Schack i sin egenskab af billedkunstner i bestyrelsen for den forsatte udvikling af Humorismen, en ny retning inden for billedkunst.
Schack er kendt for meget ofte at gå i en kortærmet skjorte med chilifrugter på.

## Bøger
- Simple retter i Verdensklasse, Thaning & Appel, 2008, ISBN 87-413-0007-6, ISBN 978-87-413-0007-8

## Note
1. ↑  »Få nu børnene med i køkkenet« - Søndagsavisen
2. ↑  "OM MIK". mikschack.dk. Arkiveret fra originalen 26. februar 2019. Hentet 26. februar 2019.
3. ↑  Humorisme - den nye isme i billedkunsten